# آلن پورت
آلن پورت (فرانسوی: Alain Portes‎؛ زادهٔ ۳۱ اکتبر ۱۹۶۱) بازیکن سابق و مربی هندبال اهل فرانسه است.